# Пушкарёвское (сельское поселение)
Пушкарёвское — упразднённое муниципальное образование со статусом сельского поселения в Якшур-Бодьинском районе Удмуртии Российской Федерации.
Административный центр — деревня Пушкари.
Законом Удмуртской Республики от 11.05.2021 № 43-РЗ к 25 мая 2021 года упразднено в связи с преобразованием муниципального района в муниципальный округ.

## История
Статус и границы сельского поселения установлены Законом Удмуртской Республики от 14 июля 2005 года № 44-РЗ «Об установлении границ муниципальных образований и наделении соответствующим статусом муниципальных образований на территории Якшур-Бодьинского района Удмуртской Республики».

## Население
| 2010 | 2012 | 2013 | 2014 | 2015 | 2016 | 2017 |
| ---- | ---- | ---- | ---- | ---- | ---- | ---- |
| 1024 | ↘987 | ↘981 | ↘947 | ↘942 | ↘925 | ↘823 |
| 2018 | 2019 | 2020 |      |      |      |      |
| ↘808 | ↘786 | ↘774 |      |      |      |      |

## Состав сельского поселения
| № | Населённый пункт | Тип населённого пункта          | Население |
| - | ---------------- | ------------------------------- | --------- |
| 1 | Кенервай         | деревня                         | ↘17       |
| 2 | Кечшур           | деревня                         | ↗31       |
| 3 | Кионгоп          | деревня                         | →0        |
| 4 | Малые Ошворцы    | деревня                         | ↗88       |
| 5 | Маяк             | посёлок                         | ↗496      |
| 6 | Пушкари          | деревня, административный центр | ↗355      |